# Yuriy Dubrovnyi
Yuriy Dubrovnyi (Stry, RSS de Ucrania; 15 de abril de 1954 – Stryi, Ucrania; 1 de julio de 2025) fue un jugador y entrenador de fútbol ucraniano que jugó en la posición de centrocampista.

## Carrera

### Jugador
| Periodo   | Club                   |
| --------- | ---------------------- |
| 1972      | Avangard Stroy         |
| 1972      | LVVPU                  |
| 1973—1974 | SKA Lvov               |
| 1975—1981 | FK Karpaty Lviv        |
| 1982—1983 | FC Zimbru              |
| 1984—1986 | SKA Lvov               |
| 1989      | Wakker-90              |
| 1990      | Motor Eberswald-Finov  |
| 1990—1991 | Felten-90              |
| 1991—1992 | Motor Eberswald-Finov  |
| 1992—1993 | FC Halychyna Drohobych |
| 1993—1994 | FC Lviv                |
| 1994-1995 | FC Halychyna Drohobych |
| 1996—1998 | FC Hazovyk Komarno     |

### Entrenador
| Periodo   | Club                   |
| --------- | ---------------------- |
| 1995—1996 | FC Halychyna Drohobych |
| 1997—2001 | FC Skala Stryi         |
| 2002      | FC Karpaty-2 Lviv      |
| 2004—2005 | FC Rohatyn             |
| 2005—2006 | PFC Nyva Ternópil      |
| 2007—2008 | FC Rava Rava-Ruska     |
| 2008—2009 | FC Spartak Sharovol    |
| 2011—2012 | FC Karpaty Kolomya     |